# Une balle dans la tête (roman)
Pour les articles homonymes, voir Une balle dans la tête.
Une balle dans la tête (titre original : Hard as Nails) est un roman policier de l'auteur américain Dan Simmons paru en 2003 et mettant en scène le détective Joe Kurtz. C'est le troisième tome d'une trilogie commencée en 2001 avec Vengeance et continuée en 2002 avec le deuxième volet, Revanche.

## Éditions
- Hard as Nails, St. Martin's Press, 1er octobre 2003, 288 p.  (ISBN 978-0-312-30528-4)
- Une balle dans la tête, Le Rocher, 14 avril 2005, trad. Guy Abadia, 366 p.  (ISBN 978-2-268-05405-6)
- Une balle dans la tête, Pocket no 17709, 17 février 2022, trad. Guy Abadia, 496 p.  (ISBN 978-2-266-29812-4)